# Sutjeska
Sutjeska é um filme de drama iugoslavo de 1973 dirigido e escrito por Stipe Delić. Foi selecionado como representante da Iugoslávia à edição do Oscar 1974, organizada pela Academia de Artes e Ciências Cinematográficas.
Participou da 8ª edição do Festival Internacional de Cinema de Moscou quando venceu o Prêmio Especial.

## Elenco
- Richard Burton - Josip Broz Tito
- Ljuba Tadić - Sava Kovačević
- Bata Živojinović - Nikola
- Miroljub Lešo - Boro
- Irene Papas - mãe de Boro
- Milena Dravić - Vera
- Bert Sotlar - Barba
- Boris Dvornik - Ivan
- Rade Marković - Radoš
- Ljubiša Samardžić - Stanojlo
- Relja Bašić - Stewart
- Petar Banićević - William Deakin